# Bahnhof Haora
Bahnhof Haora, bei Indian Railways Howrah Junction Railway Station bezeichnet, bengalisch হাওড়া জংশন রেলওয়ে স্টেশন Hāoṛā Jaṃśan Reloẏe Sṭeśan, ist mit bis zu 600 Zügen und einer Million Passagieren pro Tag einer der größten und zugleich ältesten Bahnhöfe in Indien. Der Kopfbahnhof befindet sich auf dem Stadtgebiet von Haora im Bundesstaat Westbengalen am westlichen Ufer des Flusses Hugli. Auf der gegenüberliegenden Uferseite erstreckt sich die Millionenstadt Kalkutta und der Bahnhof dient mit seinen 25 Gleisen in Indischer Breitspur an 23 Bahnsteigen der Metropolregion als zentraler Eisenbahnknotenpunkt.

## Geschichte
Die Überlegungen zum Bau der Station Haora entstanden in den 1850er Jahren als Ausgangspunkt für eine Eisenbahnlinie entlang des Flusses Hugli nach Pandua über Hugli. Dem vorausgegangen war die Verschmelzung der beiden regionalen Eisenbahnunternehmungen East Indian Railway Company und Great Western of Bengal Railway. Am 17. Juni 1851 legte dazu George Turnbull, der Chefingenieur der East Indian Railway, mit seinem Team die Pläne für einen Bahnhof am Ufer des Hugli den Regierungsbehörden vor. Obwohl diese sich zuerst – die Entwicklung und Bedeutung der Eisenbahn allgemein unterschätzend – ablehnend gegen das Projekt und den für die Umsetzung notwendigen, teuren Grunderwerb am Flussufer aussprachen, konnten sie nach einer Überarbeitung der Pläne im Mai 1852 überzeugt werden und die Errichtung der Anlagen wurde im Oktober ausgeschrieben. Am 18. Juni 1853 startete die erste Lokomotive vom Bahnhof zu Testfahrten und am 15. August 1854 fuhr der erste offizielle Zug auf der neuen Strecke nach Hugli.
In den ersten Jahren waren die Bahnhofsgebäude noch karg und sehr pragmatisch auf die Wartung und den Betrieb des Rollmaterials ausgelegt. Der Bahnhof selber war ein schlichter Bau aus rotem Backstein mit Wellblechdach und einem Bahnsteig. Anfangs mussten die Passagiere zum Kauf der Fahrkarten sogar die Flussseite wechseln, da sich nur dort ein Schalter der Eisenbahngesellschaft befand. Die Anlagen wurden mit der rapiden Entwicklung der Eisenbahn sukzessive erweitert und es kamen in den Jahren 1865 und 1895 weitere Bahnsteige hinzu.
Eine rasante Bevölkerungsentwicklung in der Region, die boomende Wirtschaft und das immer weiter wachsende Netz der Eisenbahnen mit Strecken, die zwischenzeitlich von Haora bis Delhi und Nagpur verliefen, führten zu rasant wachsenden Passagierzahlen. Als am 19. April 1900 mit der Eröffnung der Eisenbahnbrücke über den Fluss Rupnarayan noch eine Anbindung bis nach Mumbai hinzu kam, wurde beschlossen, den neuen Anforderungen mit einem kompletten Neubau entgegenzutreten.
Der britische Architekt Halsey Ricardo entwarf daraufhin 1901 das neue Gebäude mit ausladender, repräsentativer Front zum Fluss hin, welches auch heute noch die Erscheinung des Bahnhofs prägt. Dieses bot Raum für sechs Bahnsteige in der ersten Ausbaustufe, sowie für vier weitere in einer zweiten Ausbaustufe, mit insgesamt 15 Gleisen. Am 15. Dezember 1905 wurde das Gebäude dann feierlich eröffnet.
1969 wurde Haora in das Netz der prestigeträchtigen Rajdhani-Nachtzüge eingebunden und der erste Zug dieser Art verließ den Bahnhof am 3. März des Jahres. (Siehe auch: Howrah–New Delhi Rajdhani Express.)
In den 1980er Jahren wurde die erneute Erweiterung des Bahnhofs notwendig, da allein die Einwohnerzahl von Kalkutta auf über 3,3 Millionen Menschen angewachsen war. So wurde bis 1984 ein weiteres Terminal mit acht neuen Bahnsteigen auf der Südseite des Bahnhofs angefügt, ergänzt von einem zusätzlichen Ankunftsgebäude parallel der Uferlinie. Dieses trägt den Namen Yatri Niwas und passte sich mit seiner roten Farbgebung, ausladenden Bögen und einfassenden Türmen an den Ecken dem bestehenden Gebäudeensemble an.
Erneute Aus- und Umbauten kamen 1992 und 2009 hinzu. Die Gesamtanzahl der Bahnsteige erhöhte sich 1992 zuerst auf 19, und nach der Jahrtausendwende auf 23 mit den heute nunmehr 25 Gleisen.

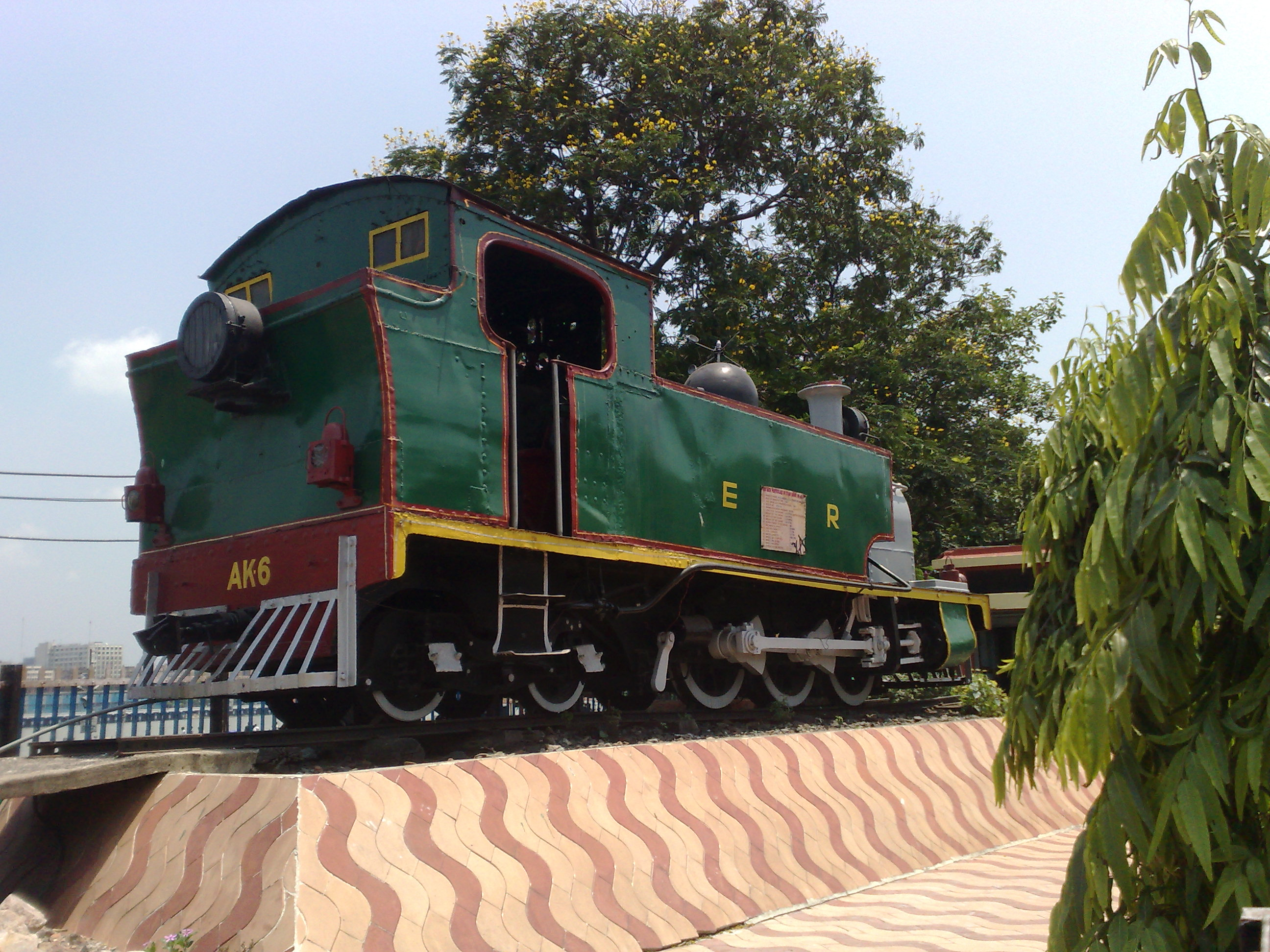
AK-6 Dampflokomotive aus dem Jahr 1914, ausgestellt vor dem Bahnhof Haora wie sie auf der Strecke Howrah nach Pandua eingesetzt wurde
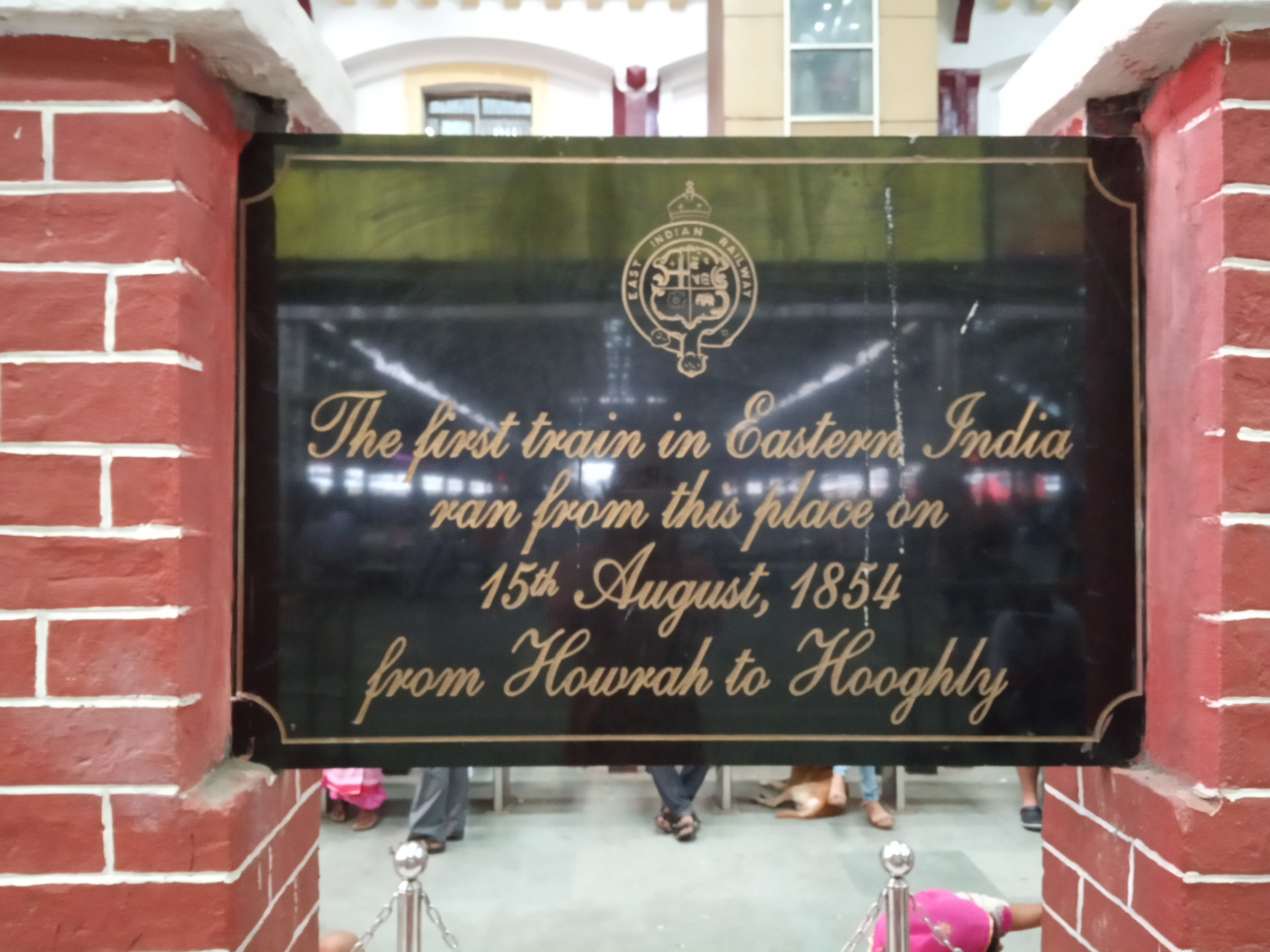
Plakette zum Gedenken an die erste offizielle Zugabfahrt am 15. August 1854
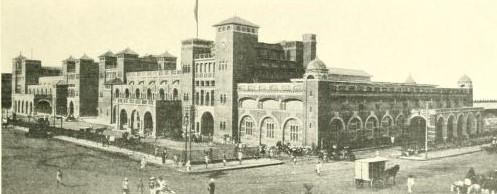
Blick auf das Hauptgebäude von Nordost, 1912
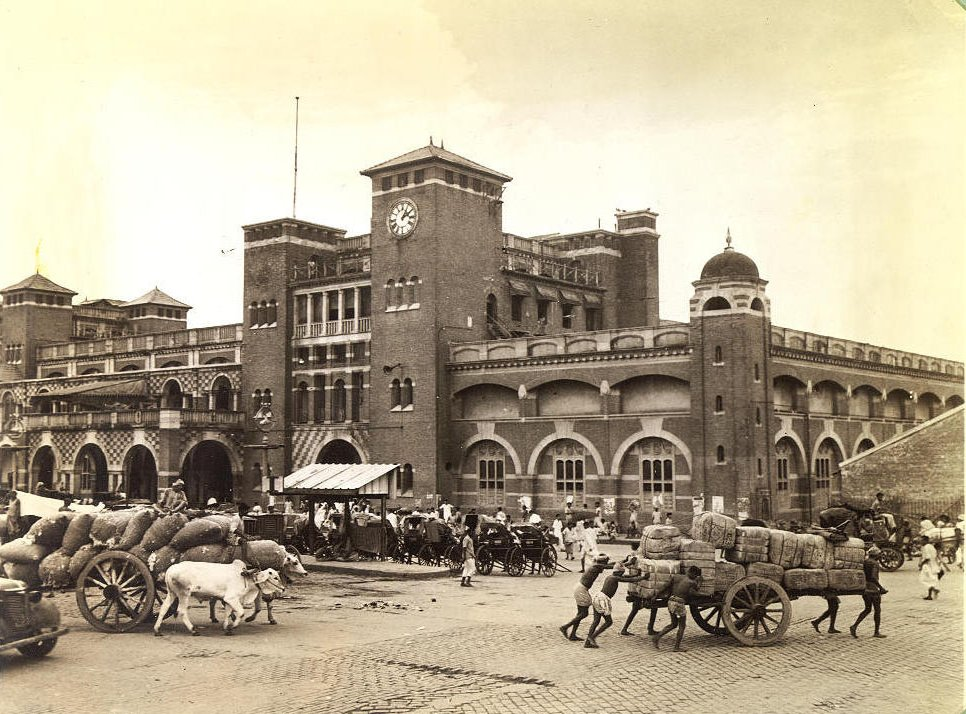
Der Bahnhof im Jahre 1945
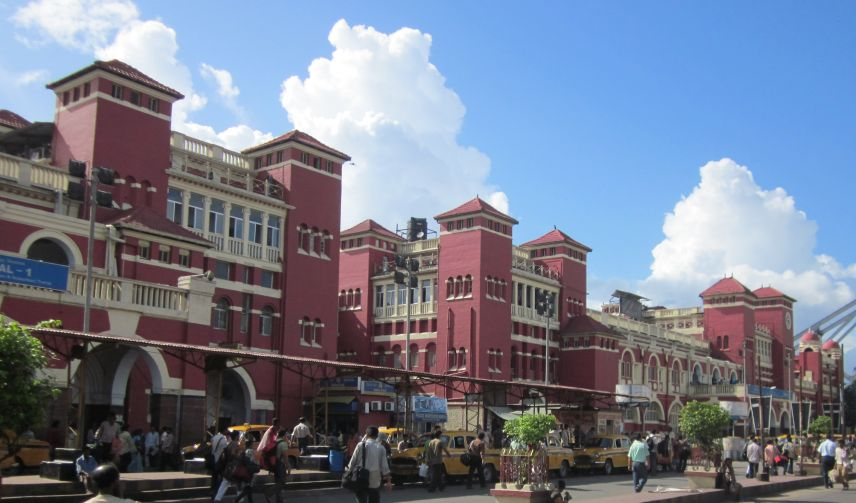
Das alte Bahnhofsgebäude in seiner heutigen Form, 2011

## Aufbau

### Bahnhofsgebäude
Der Bahnhof ist Hauptsitz der indischen Eastern Railway, einer Regionalgesellschaft der Indian Railways und beherbergt in den Hauptgebäuden entlang des Ufers neben den Einrichtungen für den Passagierverkehr und die Versorgung der Reisenden entsprechende Büros und Kommunikationseinrichtungen der Bahngesellschaft. Diese befinden sich vornehmlich in den oberen Etagen.

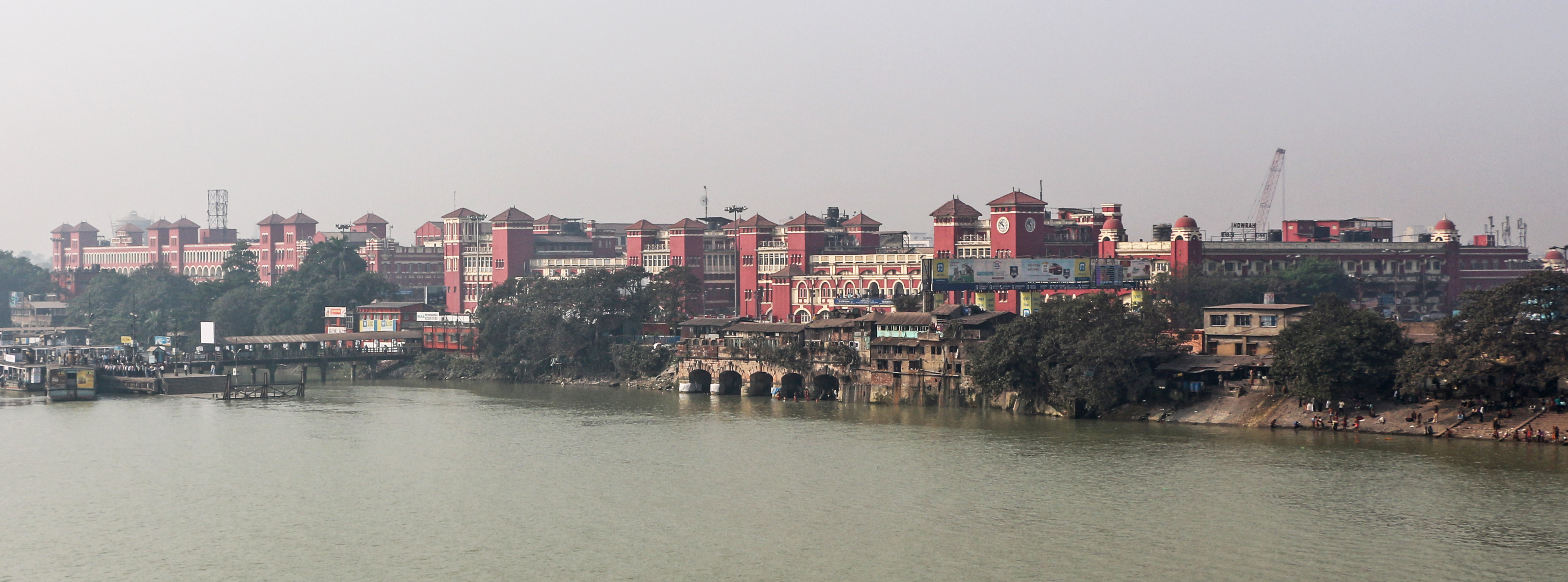
Rechts im Bild: Terminal 1
Links: Terminal 2 (Yatri Niwas)

Für den Bahnbetrieb besitzt der Bahnhof 23 Bahnsteige. Nr. 1 bis 16 sind dabei im alten, 1905 fertiggestellten Komplex, der als „Terminal 1“ bezeichnet wird. Dieses dient dem Nah- und Fernverkehr der Eastern Railway und den Nahverkehrszügen der South Eastern Railway. Die Bahnsteige 17 bis 23 befinden sich im 1984 an der Südseite errichteten Gebäude. Dieses trägt den Namen „Terminal 2“ und von hier aus starten die Fernzüge der South Eastern.

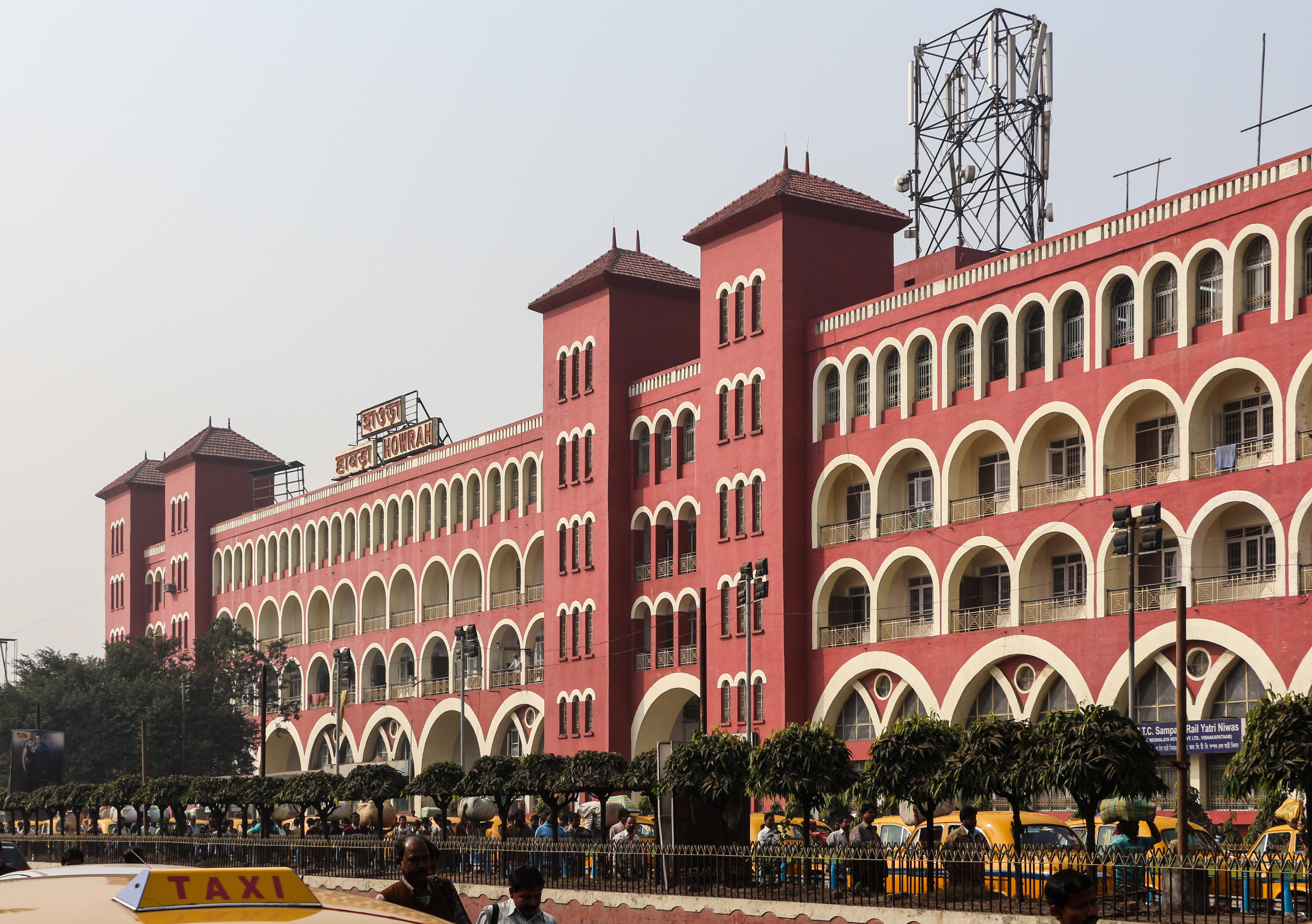
Blick auf Terminal 2 (Yatri Niwas)

Zwischen den beiden Hauptgebäuden, wie auch zwischen den später angebauten Bahnsteigen, befinden sich große, überdachte Wartebereiche für die Reisenden. Für Transitpassagiere mit längerem Aufenthalt existiert im Yatri Niwas (Terminal 2) ein Hotel mit Schlafsaal sowie Einzel- und Doppelzimmern. Ergänzt wird dieses von einem klimatisierten Loungebereich mit Balkonblick auf die Skyline von Kalkutta und die nahe gelegene Brücke Rabindra Setu über den Hugli.

### Umfeld
Im Osten verläuft die Station Road entlang des Ufers, an die sich nordseitig die Rampe der 1943 gebaute Rabindra Setu Brücke anschließt, sowie ein Busbahnhof. Im Westen der Gleisanlagen quert mit der Bankim Setu eine Hochstraße das Areal, von der aus zwei Rampen auf Zufahrtsstraßen zum Bahnhof führen. Diese enden im Norden zwischen den Bahnsteigen 8 und 9 sowie im Süden zwischen den Bahnsteigen 21 und 22.
Innerhalb des Bahnsteigfeldes vor Terminal 2 (Bahnsteige 14 bis 17) wird zurzeit eine Metrostation gebaut und eine 130 m lange Fußgängerbrücke verbindet die verbliebenen Bahnsteige. Es ist vorgesehen, dass die Linie 2 der Metro Kolkata bis unter den Bahnhof verlegt wird. Nach dem Abschluss der Arbeiten Ende 2020 wird es sich mit einer Tiefe von 30 m um die tiefste U-Bahn-Station Indiens handeln.
Im Süden folgen Anlagen für die Wartung und Instandsetzung. Den Abschluss des Bahnhofsareals in dieser Richtung bildet seit 2005 ein regionales Eisenbahnmuseum der Eastern Railway.

### Fahrzeuginstandhaltung
Zum Bahnhofsareal zählen zwei Lokschuppen. Die Anlage für Diesellokomotiven kann bis zu 84 Triebfahrzeugen unterstand gewähren. Der Bereich für E-Loks kann 96 Einheiten aufnehmen. Unter anderem werden hier Lokomotiven der Typen WAP-4, WAP-5 und WAP-7 gewartet. Zusätzlich existiert eine Halle für die Unterbringung und Wartung von bis zu 20 Triebwagen.

## Verkehrsanbindung
Die Eastern Railway betreibt im Nahverkehr von Haora – unter anderem – Zugverbindungen nach Belur Math, Tarakeswar, Arambagh, Goghat, Katwa, Bandel, Sheoraphuli, Bardhaman und Serampore. Dazu kommen Post- und Expressverbindungen nach Zentral-, Nord- und Nordostindien.
Die South Eastern Railway fährt im Nahverkehr nach Amta, Mecheda, Panskura, Haldia, Tamluk, Medinipur und Kharagpur. Im Fernverkehr besteht hier Verbindung nach West- und Südindien, unter anderem über die Great Indian Peninsula Railway, die bis nach Mumbai und Chennai führt.
Aus Sicht des Streckennetzes dient der Bahnhof als Ausgangspunkt für die Hauptstrecken nach Delhi, Mumbai, Chennai und Guwahati.
Mit Fertigstellung der U-Bahn-Station wird die Linie zwei der Metro Kolkata unter dem Bahnhof halten. Darüber hinaus existiert ein zentraler Busbahnhof im Norden des Bahnhofs und diverse Bushaltestellen rund um das Gelände. An der Uferseite befindet sich ein Fähranleger.

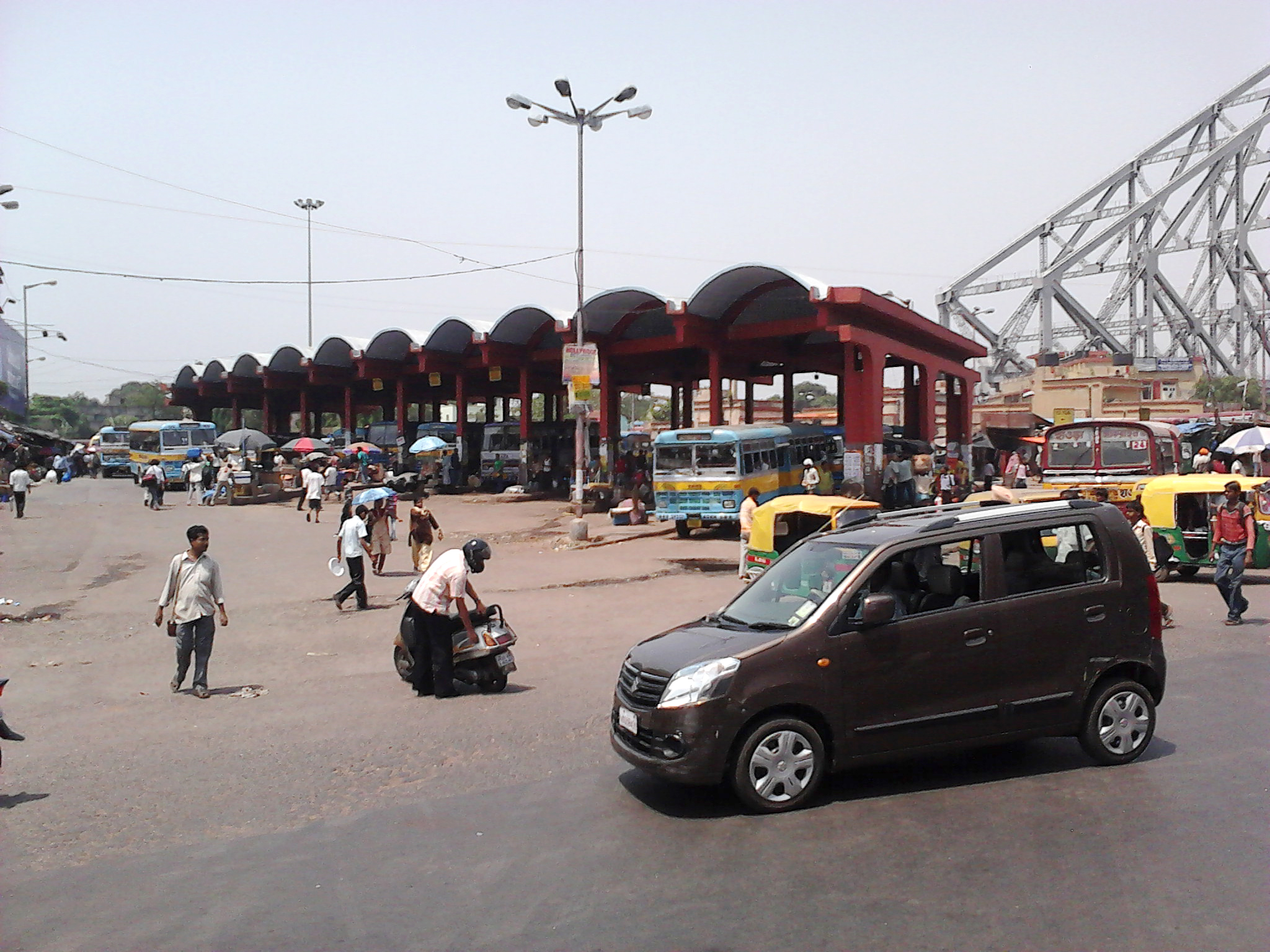
Busterminal im Norden des Bahnhofs, rechts ist die Brücke Rabindra Setu zu sehen

Bis 1992 existierte auch eine Straßenbahnanbindung über die Rabindra Setu Brücke nach Kalkutta. Nachdem deren Tragfähigkeit aber aufgrund der sehr starken Verkehrsbelastung in Frage stand, wurde der Tramverkehr eingestellt.